# Provincia de Timimoun
Timimoun (en árabe: ولاية تيميمون‎) es una provincia argelina creada en 2019, anteriormente, una provincia delegada creada en 2015.

## Geografía
La provincia de Timimoun está en el Sáhara argelino; su superficie es de 67 820 km².
Está delimitado por:
- al norte con la provincia de El Bayadh;
- al este con la provincia de El Menia y la provincia de In Salah;
- al oeste con la provincia de Béchar y la provincia de Béni Abbès;
- y al sur con la provincia de Adrar.

## Historia
La provincia de Timimoun fue creada el 26 de noviembre de 2019.
Anteriormente, era una provincia delegada, creada según la ley n° 15-140 del 27 de mayo de 2015, que crea distritos administrativos en ciertas provincias y fija las reglas específicas relacionadas con ellas, así como la lista de municipios que están adscritos a ella. Antes de 2019, estaba adscrito a la provincia de Adrar.

## Organización
Durante el colapso administrativo de 2015, la provincia delegada de Timimoun estaba compuesta por 4 distritos y 10 comunas.

### Lista de walis
| Distrito  | Comuna       | Arábe        |
| --------- | ------------ | ------------ |
| Aougrout  | Aougrout     | أوﻗﺮت        |
| Aougrout  | Deldoul      | دﻟﺪول        |
| Aougrout  | Metarfa      | المطارفة     |
| Charouine | Charouine    | ﺷﺮوﻳﻦ        |
| Charouine | Ouled Aïssa  | وﻻد ﻋﻴﺴﻰ     |
| Charouine | Talmine      | ﻃﺎﻟﻤﻴﻦ       |
| Timimoun  | Ouled Saïd   | أولاد السعيد |
| Timimoun  | Timimoun     | ﺗﻴﻤﻴﻤﻮن      |
| Tinerkouk | Ksar Kaddour | قصر قدور     |
| Tinerkouk | Tinerkouk    | تينركوك      |